# Bohême aux Jeux olympiques de 1908
L'équipe olympique de Bohême participe aux Jeux olympiques de 1908 à Londres. Le royaume de Bohême concourt indépendamment de son appartenance à l'empire austro-hongrois puisque dans ces jeux, il y a des délégations de l'archiduché d'Autriche et du royaume de Hongrie
Elle y remporte deux médailles de bronze en escrime en sabre individuel avec Vilém Goppold von Lobsdorf et en sabre par équipe. Les sept escrimeurs ont également participé aux épreuves en épée, mais sans remporter de médailles.
D'autres sportifs sont engagés en athlétisme (Arnošt Nejedlý, František Souček, Miroslav Šustera), en gymnastique (Josef Čada, Bohumil Honzátko), en tennis (Bohuslav Hykš, David Slíva, Ladislav Žemla, Jozef Micovský) et en lutte (Karel Halík, Jaroslav Týfa, Josef Bechyně, Miroslav Šuster).

## Médailles
| Médaille | Discipline | Épreuve          | Athlète                                                                                        |
| -------- | ---------- | ---------------- | ---------------------------------------------------------------------------------------------- |
| Bronze   | Escrime    | sabre individuel | Vilém Goppold von Lobsdorf                                                                     |
| Bronze   | Escrime    | sabre par équipe | Otakar Lada Vlastimil Lada-Sázavský Vilém Goppold von Lobsdorf Jaroslav Tuček Bedřich Schejbal |